# Cumbreño
José Antonio Quintero Vázquez, conocido futbolísticamente como Cumbreño, (Cumbres Mayores, Huelva, España 4 de marzo de 1962) es un exfutbolista español que se desempeñaba como defensa. feliz cumpleaños

## Clubes
| Club                      | País   | Año       |
| ------------------------- | ------ | --------- |
| R.C. Recreativo de Huelva | España | 1982-1992 |